# Aurelio Ciacci
Aurelio Ciacci noto col nome di battaglia di "Folgore" (Rapolano Terme, 13 ottobre 1927 – Rapolano Terme, 21 marzo 2008) è stato un partigiano e politico italiano., deputato nella VI legislatura della Repubblica Italiana e senatore nella VII e VIII legislatura.

## Biografia
Nato a Rapolano Terme in provincia di Siena nel 1927, conseguì il diploma d'avviamento professionale. Partigiano combattente, è stato funzionario del Partito comunista italiano, all'interno del quale ha ricoperto molte cariche: dirigente di sezione a Rapolano, membro del Comitato federale, del Comitato direttivo federale, della Commissione federale di controllo della Federazione di Siena, della Segreteria provinciale e del Comitato regionale, consigliere e capogruppo al Comune di Siena, dirigente provinciale della Camera del lavoro. È stato parlamentare dal 1972 al 1983, prima come deputato nella VI legislatura, poi come senatore nella VII e VIII legislatura.
Muore il 21 marzo 2008 all'età di 80 anni.
Per ricordare Aurelio Ciacci, l'Archivio storico del movimento operaio e democratico senese e il Centro per il dialogo tra le istituzioni "Polis" hanno organizzato nell'aprile 2009 il convegno Ho fiducia nel futuro perché ho memoria del passato. Aurelio Ciacci (1927-2008), un protagonista della vita democratica senese, con la partecipazione di Franco Ceccuzzi, Fausto Tanzarella, Aristeo Biancolini, Enrico Zanchi, Luca Crocco, Sergio Bindi e Alessandro Orlandini.

## Opere
- Viale Curtatone 1943-1993. Conversazioni di cinquant'anni di vita politica senese, Siena 2005 (con F. Tanzarella).

## Archivio
Il Fondo Aurelio Ciacci, donato dallo stesso Ciacci, è conservato presso Archivio Storico del Movimento Operaio Democratico Senese - ASMOS, a Siena. Contiene documentazione dal 1966 al 1989.